# Cibreiro (Antas de Ulla)
Cibreiro (llamada oficialmente San Miguel de Cibreiro) es una parroquia y una aldea española del municipio de Antas de Ulla, en la provincia de Lugo, Galicia.

## Organización territorial
La parroquia está formada por una entidad de población:
- Cibreiro

## Demografía
| Gráfica de evolución demográfica de Cibreiro entre 2000 y 2019 |
|                                                                |
| Datos según el nomenclátor publicado por el INE.               |